# طارق حامد (لاعب كرة قدم قطري)
طارق حامد عبد المجيد (مواليد 11 يونيو 1995) هو لاعب كرة قدم قطري من أصل مصري يلعب كلاعب وسط يلعب في نادي البدع.

## مسيرة اللاعب
لعب في نادي الغرافة ونادي معيذر ونادي المرخية والنادي العربي ونادي لوسيل ونادي البدع.